# 墙牌
墙牌，又叫牌墙，牌城，在日本等地则被称作壁牌或（牌）山，属于麻雀遊戲开局时牌桌上起始状态的麻雀牌，其有图案的正面朝下，背面朝上。
从墙牌中通过摸牌来获得手牌，最后配成各种组合以和牌或形成流局。

## 概要
麻将开局前，要把所有的牌进行洗牌，印有图案的一面朝下，背面朝上，并打乱顺序。
之后，再把所有的牌通过砌牌来把所有里向的牌砌成牌墩（亦稱棟、幢），每墩有上下疊起的2张牌。当然，由於牌的背面朝上，你不能知道任何牌的可能组合。
如今，全自动麻将桌的使用渐渐流行，机器采用全自动方式把牌的顺序打乱并且自动堆砌成墙牌，而手动洗牌的方式越来越少见了。比起手动洗牌，这种好处在于更难以掌握麻将牌的可能位置。
砌牌是把所有的麻将牌堆砌成墙牌，并位于4位进行麻将的人的桌前。

## 洗牌
各局开始前，先把所有的牌进行混合以打乱原有排列，叫做洗牌。同扑克牌的洗牌原理相同。在洗牌时，各块麻将互相碰撞产生“叮当叮当”的独特声音。
为了防止所谓的作弊行为，原则上不允许把麻将牌的印有图案的一面向上。
在中国的部份地区，举行葬礼时，大家经常聚在一起打麻将。洗牌的声音也被称作是緣起的吉祥象征。

## 砌牌
充份洗完的牌，把牌堆起来砌成墙牌的过程叫做砌牌。打日本麻雀時，玩家通常把墙牌砌成四正的正方形。打中式麻雀時，玩家通常把墙牌砌成正方形四端向外突出的風車形狀。
如果使用144张牌的一般规则，那么每个人面前平均有36张牌。按2张牌每墩的摆法，每人面前应该有18墩牌。
如果使用136张牌的一般规则，那么每个人面前平均有34张牌。按2张牌每墩的摆法，每人面前应该有17墩牌。
砌牌完成时，大家就按照相应的规则进入摸打环节。